# Ключ (Херцеговина)
Вижте пояснителната страница за други значения на Ключ.
Ключ е стара крепост в Източна Херцеговина, Босна и Херцеговина - в близост до Гацко.
През 15 век е резиденция на Стефан Косача и негов най-важен град. Етимологията на името му издава значението на мястото където е издигнат.
Край крепостта и минавал търговският път от Дубровник за Горажде. В периода 1463-1465 г. херцогът на Свети Стефан, поставил се под арагонската корона, е обсаден от османците в Ключ - непосредствено след завоюването на Босна. На практика, това е последната неусвоена от османците територия от сръбските земи. Стефан Косача се моли на дубровчани за провизии, за да удържи на османската обсада.
Край средновековния град се намират много стечки.